# Antonio Carmona Amaya
Antonio Carmona Amaya (Granada, 21 de maig de 1965) és un cantant gitano de flamenc espanyol. És membre del grup musical espanyol de flamenc-fusió Ketama amb el seu germà, Juan José Carmona Amaya "El Camborio" (1960), i el seu cosí, José Miguel Carmona Niño "Josemi" (1971).

## Biografia
Antonio Carmona pertany a una destacada dinastia gitana flamenca iniciada pel seu besavi, "Habichuela el Viejo". És net de José Carmona, fill del guitarrista flamenc Juan Carmona "Habichuela" (1933-2016) i nebot del també guitarrista Pepe Habichuela (1944) i de Carlos i Luis Carmona, també músics de flamenc. El seu nebot Juan Torres Fajardo "Habichuela Nieto" (1988) va ser premi Bordón de Oro al Festival del Cante de las Minas de La Unión (Múrcia) en 2011. La seva mare és Matilde Amaya (Granada, 1938).
El 4 d'octubre de 2017 ingressa a l'hospital "San Francisco de Asís" a causa d'una infecció en la gola. Després de la millora, rep l'alta el 16 d'octubre d'aquest mateix any.

## Trajectòria
Antonio Carmona és un cantant de flamenc, un dels més notoris representants del "nou flamenc", estil que ha desenvolupat sobretot dins de les files del grup Ketama. No obstant això, abans d'arribar a aquest mestissatge, era ja un coneixedor del flamenc pur, a causa del seu origen.
També ha tingut alguna experiència cinematogràfica, va aparèixer en la pel·lícula Gitano (2000), on va compartir rodatge amb Joaquín Cortés, Pilar Bardem o Laetitia Casta. Va ser un dels protagonistes, al costat de l'actriu portuguesa María de Medeiros, en la pel·lícula Go for Gold! (1997), apadrinada per Wim Wenders i dirigida per Lucien Segura. També va aparèixer a Berlín Blues (1988) de Ricardo Franco, i va tenir una participació especial en el capítol "Para que tú no llores" de la sèrie Los Simuladores versió espanyola.
Tota la seva trajectòria la desenvolupa integrant el grup de flamenc fusió madrileny Ketama, compost per Juan Carmona Amaya, El Camborio (Granada, 1960), Antonio Carmona Amaya (Granada, 1965) i José Miguel Carmona Niño (Madrid, 1971).
Bufaven nous vents musicals en el flamenc quan dos guitarristes que treballaven en el tablao madrileny "Els Canasteros", el de Jerez José Soto, Sorderita i el granadí Juan Carmona, El Camborio, fill de Juan Habichuela, van decidir formar Ketama a principis dels vuitanta. El grup pretenia revisar l'herència de les seves respectives sagues flamenques, els Sordera i els Habichuela, derrocant fronteres. Amb Ray Heredia, fill del ballador Josele, com a vocalista, el trio ràpid es va convertir en vaixell almirall del segell Nuevos Medios. La proposta d'aquests joves flamencs portava de cap a l'ortodòxia, al mateix temps que enlluernava a la crítica musical... I al públic jove.
La formació original va canviar el 1990, quan Antonio Carmona, germà del Camborio, va substituir Ray Heredia i el seu cosí José Miguel Carmona va reemplaçar Sorderita. El grup ja portava quatre discos, incloent aquell "Songhai" (Nuevos Medios, 1988) en el qual es van atrevir amb la música africana. En els anys successius, Ketama es consolida com un dels principals grups del pop espanyol. Fins a 1999, el grup travessa una etapa prolífica des del punt de vista discogràfic. El 1996 escriu el tema que Televisió Espanyola selecciona per a representar a Espanya en el Festival de la Cançó d'Eurovisió, ¡Ay, qué deseo! que interpretarà a Oslo Antonio Carbonell.
Després de més de vint anys de treball conjunt i més d'un milió de discos venuts, els germans Juan i Antonio Carmona i el seu cosí Josemi van decidir donar-se una treva després d'una carrera en la qual han quedat onze discos originals i dos recopilatoris més el directe "De Akí a Ketama" (Mercury, 1995). Centenars de premis i col·laboracions amb els més destacats músics d'Espanya i internacionals.
Després de la separació de Ketama, Antonio Carmona ha emprès la seva carrera en solitari amb el disc Vengo venenoso, editat el 2006 per Universal Music, editat en 2006 per Universal Music, que compta amb les col·laboracions de la Mala Rodríguez, Juanes o Alejandro Sanz i que presenta en gira durant 2007, amb la col·laboració de convidats especials en algun dels seus concerts com Miguel Poveda, la Mala Rodríguez o els seus antics companys de Ketama: Juan i Josemi Carmona. Aquest àlbum va rebre gran acolliment per part del públic aconseguint ser Disc d'or, i Sèxtuple Disc de Platí digital amb el tema Para que tu no llores así en col·laboració amb Alejandro Sanz.
Després de l'èxit del seu àlbum debut en solitari, Antonio Carmona torna amb un nou disc en 2011, De noche, format per dotze temes i amb les col·laboracions d'artistes com Nelly Furtado i Concha Buika.
En 2017, després de 6 anys de silenci publica un nou disc anomenat Obras son amores el primer senzill del qual és "Mencanta".

## Discografia

### AmbKetama
- Ketama (Nuevos Medios, 1985)
- La pipa de Kif (Nuevos Medios, 1987)
- Songhai (Nuevos Medios, 1988)
- Y es ke me han kambiao los tiempos (Universal, 1990)
- Karma (recopilatori) (Nuevos medios, 1990)
- Canciones hondas (recopilatori) (Nuevos medios, 1992)
- Pa´ gente con Alma (Polygram, 1992)
- El Arte de lo invisible (Universal, 1993)
- Songhai 2 (Nuevos medios, 1994)
- De akí a Ketama (Universal, 1995)
- Konfusión (Universal, 1997)
- Sabor Ketama (recopilatori) (Mercury Records, 1998)
- Toma Ketama! (Universal, 2000)
- Dame la mano (Universal, 2002)
- Nuevos Medios Colección (recopilatori) (Nuevos medios, 2002)
- 20 pa' Ketama (recopilatori) (Universal, 2004)

### En solitari
| Àlbum            | Detalls                                                               | Llista | Certificació | Vendes certificades |
| ---------------- | --------------------------------------------------------------------- | ------ | ------------ | ------------------- |
| Vengo venenoso   | - Llançament: 2006 - Discogràfica: Universal Music Spain - Format: CD | 9      | Disc d'Or    | 40 000              |
| De noche         | - Llançament: 2011 - Discogràfica: Universal Music Spain - Format: CD | 10     | _            | _                   |
| Obras son amores | - Llançament: 2017 - Discogràfica: Universal Music Spain - Format: CD | 3      | _            | _                   |